# Nastassia Novikava
Nastassia Novikava –en bielorruso, Настасся Новікава; en ruso, Анастасия Новикова, Anastasiya Novikova– (Zhodzina, URSS, 16 de noviembre de 1981) es una deportista bielorrusa que compitió en halterofilia.
Participó en tres Juegos Olímpicos de Verano, entre los años 2004 y 2012, obteniendo una medalla de bronce en la categoría de 53 kg; medalla que perdió posteriormente por dopaje.
Ganó cuatro medallas en el Campeonato Mundial de Halterofilia entre los años 2007 y 2011, y cinco medallas en el Campeonato Europeo de Halterofilia entre los años 2004 y 2011.

## Palmarés internacional
| Juegos Olímpicos   | Juegos Olímpicos       | Juegos Olímpicos  | Juegos Olímpicos |
| Año                | Lugar                  | Medalla           | Categoría        |
| ------------------ | ---------------------- | ----------------- | ---------------- |
| 2008               | Pekín (China)          | DSC               | 53 kg            |
| Campeonato Mundial |                        |                   |                  |
| Año                | Lugar                  | Medalla           | Categoría        |
| 2007               | Chiang Mai (Tailandia) | Medalla de plata  | 53 kg            |
| 2009               | Goyang (Corea del Sur) | Medalla de plata  | 58 kg            |
| 2010               | Antalya (Turquía)      | Medalla de plata  | 58 kg            |
| 2011               | París (Francia)        | Medalla de oro    | 58 kg            |
| Campeonato Europeo |                        |                   |                  |
| Año                | Lugar                  | Medalla           | Categoría        |
| 2004               | Kiev (Ucrania)         | Medalla de bronce | 53 kg            |
| 2005               | Sofía (Bulgaria)       | Medalla de oro    | 53 kg            |
| 2009               | Bucarest (Rumania)     | Medalla de oro    | 58 kg            |
| 2010               | Minsk (Bielorrusia)    | Medalla de oro    | 58 kg            |
| 2011               | Kazán (Rusia)          | Medalla de oro    | 58 kg            |